# 热辣滚烫
《热辣滚烫》（英語：YOLO）是一部2024年中国大陆喜剧电影，翻拍自2014年日本电影《百元之戀》。本片是贾玲自導自演的第二部电影，由贾玲和雷佳音领衔主演，2024年2月10日（大年初一）在中国大陆上映。其英文片名“YOLO”是“You Only Live Once”（你只活一次）的缩写。

## 剧情
杜乐莹（贾玲 饰）本是一名大学毕业生，毕业后她仅工作了短暂的一段时间退回家中，宅家长达十年无所事事，同时拒绝与外界做过多接触，封闭自己的社交圈。在与刚离婚的妹妹杜乐丹（张小斐 饰）发生冲突后，杜乐莹决定离家，在大碗鱼乐烧烤店找到了服务员的工作。一天深夜，杜乐莹在车上取烟时，由于误操作打开了车灯，灯光突然对准了正在随地撒尿的拳击教练昊坤（雷佳音 饰），二人遂开始结识。正当乐莹以为自己的人生即将步入正轨时，接下来的考验却远远超出了她的想象。乐莹为此开始学习拳击，并进行密集突击性的训练，为参加拳击比赛做好准备。在历经一年的训练后，乐莹取得了参赛资格。虽然最终乐莹在比赛中输给了对手，但她在拳击的专注，让她彻底实现了“热辣滚烫”的人生转变。

## 演员
| 演员   | 角色     | 介绍                                       |
| ------ | -------- | ------------------------------------------ |
| 贾玲   | 杜乐莹   | 宅女，后成拳击手                           |
| 雷佳音 | 昊坤     | 新力健身馆拳击教练                         |
| 张小斐 | 杜乐丹   | 杜乐莹妹妹                                 |
| 赵海燕 | 李女士   | 杜乐莹母亲                                 |
| 张琪   |          | 杜乐莹父亲                                 |
| 许君聪 |          | 大碗鱼乐烧烤店老板                         |
| 卜钰   | 何坤     | 新力健身馆拳击教练                         |
| 朱天福 | 天福     | 新力健身馆拳击教练                         |
| 刘宏禄 |          | 騎行遇到困難長期在樂瑩家門口求大眾金援的人 |
| 杨紫   | 豆豆     | 杜乐莹表妹，电视台编导                     |
| 沙溢   | 老梁     | 新力健身馆老板                             |
| 李雪琴 | 莉莉     | 杜乐莹髮小                                 |
| 乔杉   | 杉子     | 杜乐莹前男友，劈腿莉莉                     |
| 沈春阳 | 张晨若曦 | 大碗鱼乐烧烤店店员                         |
| 沈涛   | 小涛     | 《寻找自己》节目主持人                     |
| 马丽   | 马春丽   | 《寻找自己》节目嘉宾，心理学家，魏东风前妻 |
| 魏翔   | 魏东风   | 《寻找自己》节目嘉宾，学者，马春丽前夫     |
| 张桂玲 | 刘红霞   | 乐莹拳击赛的对手                           |
| 李国麟 | 李国麟   | 新力健身馆请来的“香港巨星”                 |

## 电影歌曲
| 曲別               | 歌名               | 作曲            | 作詞                                                | 演唱者          |
| ------------------ | ------------------ | --------------- | --------------------------------------------------- | --------------- |
| 热辣陪伴曲兼主题曲 | 《小美满》         | 彭飞            | 李聪                                                | 周深            |
| 热辣活力曲         | 《好极了！漂亮》   | 大张伟          | 大张伟                                              | 大张伟          |
| 热辣希望曲         | 《只为自己开的花》 | 大张伟          | 大张伟                                              | 大张伟          |
| 热辣绽放曲         | 《藏星》           | 汪苏泷          | 汪苏泷                                              | 汪苏泷          |
| 热辣心动曲         | 《猜》             | 汪苏泷          | 汪苏泷                                              | 希林娜依·高     |
| 热辣逐梦曲         | 《热辣滚烫》       | 钱雷            | 贾玲、金灿灿                                        | 希林娜依·高     |
| 热辣逐梦曲         | 《热辣滚烫》       | 钱雷            | 贾玲、金灿灿                                        | 刘宇宁          |
| 热辣蜕变曲         | 《一切都来得及》   | 钱雷            | 贾玲、金灿灿                                        | 贾玲            |
| 热辣充电曲         | 《做自己的太阳》   | PJ、민웅식      | 张佑赫、PJ、朴长根、이태건 (改编词：陈童言、张艺兴) | 张艺兴          |
| 热辣带劲曲         | 《去不去看电影》   | 宝石GEM、白静晨 | 宝石GEM、白静晨                                     | 宝石GEM、白静晨 |
| 片中插曲           | 《Gonna Fly Now》  | 比尔·康提       | 比尔·康提                                           | 比尔·康提       |

2024年2月18日，本片热辣蜕变曲《一切都来得及》发布，同时发布其MV。根据MV画面显示，减肥前的贾玲和减肥后穿着黄色晚礼服，卷起大波浪发型的贾玲同时出镜并互相对唱。
2024年2月，《热辣滚烫》的OST在腾讯音乐由你榜上榜歌曲8首24次，成为月度最佳电影OST合辑。

## 制作
- 该片于2022年9月底在广州开机[8]，2023年11月杀青，除了在广州番禺、越秀、南沙等地拍摄，更在附近的珠三角一带取景，如佛山的中山公园、西樵山国艺影视城、顺德体育中心、陈村体育馆、大良华盖山栈道、高明明城广场、三水北江大堤等，以及东莞的石龙南岸公园、同沙生态公园、茶山镇华南大桥附近的一处小树林等[9]。
- 女主角的名字“乐莹”沿用自贾玲在《你好，李焕英》中回到过去时使用的假名字。片中贾玲所穿的拳击小背心上的英文小字是“That's Li Huanying's daughter.”（这是李焕英的女儿）[10]。
- 贾玲自述该片拍了整整一年，开机了五次，为了角色先增重40斤，然后“成功地减了100斤，并且练成了拳击手的样子”[11]，其减肥计划由专业健身塑形教练团队指导[12]。相关话题引发网民大量讨论。2024年2月10日，贾玲接受多家媒体的采访，其形象无论是体型还是面容，以及她的声线都有了明显变化。贾玲还透露自己在拍完电影之后仍继续保持运动，同时为了形象保密尽量不出门[13]。2月16日，贾玲在微博发文称，拍摄该片的原因是“因为想爱”，并强调该片不是一部以减肥为卖点的电影[14]。

## 反响及评价
本片在中国大陆上映后，引发民众对拳击运动的关注。根据美团数据显示，该片上映后，与“拳击”相关的关键词搜索量较2023年春节同期上涨了388.4%，大众点评搜索量增幅为257.2%，拳击相关关键词搜索量均较2023年春节同期增长超10倍，且搜索人数以女性群体居多。在中国大陆各地，拳击馆的课程咨询量也开始有所增加。
香港中文大學中國研究中心林真如助理教授评论電影叫座「叫好」的原因是該片很認真地刻畫女性如果被馴化成「討好型人格」會招致的「惡果」，而非歌頌犧牲這種人格。林教授认为該片脫離了以「男性凝視」的視角表達女性的生命歷程，也對父權的「虛偽慕強」進行了不露痕跡地諷刺和揭露，「終於有女人不是因為犧牲自己而被欣賞，不是因為追求愛情得到高光，不是因為討喜而得到尊重了。在華語電影環境已經很難得。」
中國科學院院士顏寧在官方微博帳號發文稱电影“又陷入了刻板的審美觀”。她在文章中說，很多人讚賞現在賈玲能夠穿著大波浪晚禮服，深感「驚艷」。「但之前的她真的就很美，何必用世俗的審美去同化一個有趣的人？」引起网民讨论。

## 票房
2024年2月17日，《热辣滚烫》春节档期票房突破26.08亿， 超过影片《满江红》，创下中国春节档剧情片票房纪录。截至3月3日，本片票房突破34亿，位居中国电影票房总榜第14位。
| 上一届： 《年会不能停！》 | 2024年中國內地一周票房冠軍 第6-7週 | 下一届： 《第二十条》 |

## 奖项
| 年份 | 颁奖典礼             | 奖项             | 入围者       | 结果 |
| ---- | -------------------- | ---------------- | ------------ | ---- |
| 2024 | 第37届大众电影百花奖 | 最佳导演         | 贾玲         | 提名 |
| 2024 | 第37届大众电影百花奖 | 最佳女主角       | 贾玲         | 提名 |
| 2025 | 第43屆香港電影金像獎 | 最佳亞洲華語電影 | 《熱辣滾燙》 | 提名 |

## 註解
1. ↑  截至2024年3月31日
2. ↑  改编自张佑赫 feat. Esther《지지 않는 태양 (不落的太阳)》